# Strada nazionale 94
La strada nazionale 94 era una strada nazionale del Regno d'Italia, che congiungeva Bari alla strada nazionale 88.
Venne istituita nel 1923 con il percorso "Bari - Gioia del Colle - Mottola - Innesto con la nazionale n. 88".
Nel 1928, in seguito all'istituzione dell'Azienda Autonoma Statale della Strada (AASS) e alla contemporanea ridefinizione della rete stradale nazionale, il suo tracciato costituì l'intera strada statale 100 di Gioia del Colle.